# Leža
La Leža (in russo Лежа?) è un fiume della Russia europea centrale, affluente di destra della Suchona. Scorre nei rajon Grjazoveckij e Vologodskij dell'oblast' di Vologda.
Il fiume nasce in un'area disabitata della foresta vicino al luogo dove convergono le oblast' di Vologda, Jaroslavl' e Kostroma; scorre in direzione nord, poi a nord-ovest. La corrente è debole, il letto del fiume è molto tortuoso. Nel basso corso percorre una regione pianeggiante in parte paludosa; nel percorso, non tocca nessun centro urbano di rilevanza. Sfocia nella Suchona nel suo alto corso, a 494 km dalla foce, poche centinaia di metri a monte dalla foce della Vologda. 
Due chilometri prima della foce un canale laterale chiamato Okol'naja Suchona, collega la Leža alla Vologda.